# Tandjilé Centre
Le département de la Tandjilé Centre est un des 3 départements composant la région de la Tandjilé au Tchad (Ordonnance N° 027/PR/2012 du 4 septembre 2012). Son chef-lieu est Béré.

## Subdivisions
Le département de la Tandjilé Centre est divisé en 3 sous-préfectures :
- Béré
- Delbian
- Tchoua

## Administration
Liste des administrateurs :
Préfets de la Tandjilé Centre
- 2012 : xx